# Ryan O'Neal
Ryan O'Neal, fullständigt namn Charles Patrick Ryan O'Neal, född 20 april 1941 i Los Angeles, Kalifornien, död 8 december 2023 i Los Angeles, var en amerikansk skådespelare. Han Oscarsnominerades för sin rollfigur i Love Story 1970 och spelade huvudrollen i Stanley Kubricks Barry Lyndon 1975.

## Barndom och ungdomsår
Ryan O'Neal var äldste son till manusförfattaren Charles O'Neal och skådespelerskan Patricia Callaghan O'Neal. Hans morfar var irländare och hans mormor rysk judinna. Brodern Kevin är skådespelare och manusförfattare. I tonåren förde O'Neal en planlös, nomadisk tillvaro på stränderna i Kalifornien och runt om i Europa och försörjde sig som livvakt och amatörboxare. När han var sjutton år gammal hälsade han på sina föräldrar i München i Västtyskland där de höll på med en TV-serie; han fick då smak på show-business och medverkade som stuntman i TV-serien Tales of the Vikings.

## Bana
O'Neal fick småroller i flera andra serier före det stora genombrottet i långköraren Peyton Place 1964, där han medverkade i fler än 500 avsnitt. O'Neal fick den manliga huvudrollen i filmen Love Story i konkurrens med 300 andra som provspelade för rollen. Han nominerades för en Oscar och räknades som en av de mest lovande unga manliga stjärnorna. Han spelade därefter mot Barbra Streisand i Peter Bogdanovichs screwballkomedi Go'dag yxskaft? 1972. Med samma regissör 1973 spelade han huvudrollen i Paper Moon med sin dotter Tatum O'Neal i en roll som gav henne en Oscar för bästa kvinnliga biroll. Ryan O'Neal fick senare huvudrollen som Redmond Barry i Stanley Kubricks film Barry Lyndon 1975. Därefter var O'Neals roller ej av samma tyngd. Hans filmkarriär dalade efter 1970-talet.

## Privatliv

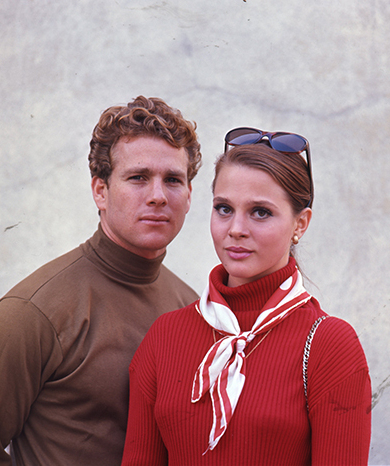
Ryan O'Neal med dåvarande hustrun Leigh Taylor-Young 1967.

### Förhållanden och familj
Mellan åren 1963 och 1967 var han gift med skådespelerskan Joanna Moore med vilken han fick barnen Tatum O'Neal och Griffin O'Neal. Åren 1967 till 1974 var Ryan gift med skådespelerskan Leigh Taylor-Young. Deras son Patrick har varit gift med skådespelerskan Rebecca De Mornay. Från 1979 hade Ryan O'Neal ett förhållande med Farrah Fawcett fram till hennes död 2009 men med ett avbrott mellan 1997 och 2003. Tillsammans fick de sonen Redmond.

### Hälsoproblem
År 2001 diagnostiserades Ryan O'Neal med leukemi (KML). I april 2012 avslöjade O'Neal att han diagnostiserats med prostatacancer.

### Problem med rättvisan

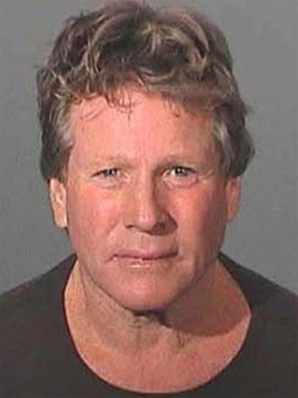
Polisfoto av Ryan O'Neal, 2007.

O'Neal har ofta hamnat i trubbel med rättvisan, bland annat fick han tillbringa 51 dagar i häktet för övervåld och misshandel i samband med en nyårsfest i New York. Den 4 februari 2007 häktades O'Neal för misshandel av sonen Griffin. Den 17 september 2008 anhölls Ryan och sonen Redmond för innehav av metamfetamin.

## Filmografi
- 1962–1963 – Empire (TV-serie)
- 1964–1969 – Peyton Place (TV-serie)
- 1969 – The Big Bounce
- 1970 – Arenans hjältar
- 1970 – Love Story
- 1971 – Två red ut
- 1972 – Go’dag yxskaft?
- 1973 – Tjuven som kom på middag
- 1973 – Paper Moon
- 1975 – Barry Lyndon
- 1976 – Nä, nu blommar det
- 1977 – En bro för mycket
- 1978 – Driver
- 1978 – Oliver's Story
- 1979 – Stjärnsmällen
- 1981 – En genomskinlig historia
- 1981 – Dödens smaragder
- 1982 – Snutpolarna
- 1984 – Karriärens pris
- 1985 – Fever Pitch
- 1987 – Hårda killar dansar inte
- 1989 – Offerlamm
- 1989 – I sjunde himlen
- 1992 – Mannen i övervåningen
- 1995 – En karl för mycket
- 1996 – Faithful
- 1997 – An Alan Smithee Film: Burn Hollywood Burn
- 1998 – Zero Effect
- 1999 – Coming Soon
- 2000 – The List
- 2001 – Epoch
- 2002 – People I Know
- 2003 – Gentleman B.
- 2003 – Malibu's Most Wanted
- 2012 – Slumber Party Slaughter
- 2015 – Knight of Cups
- 2006–2015 – Bones (TV-serie)